# سيمر جراز باوكر
سيمر جراز باوكر (SGP) (بالإنجليزية: Simmering-Graz-Pauker)، التي تأسست باسم سيمر جراز باوكر للآلات والمراجل والعربات ، كان مصنعًا مهمًا للآلات والمحركات النمساوية، تأسست في عام 1941 من خلال اندماج شركة سيمر للآلات، وشركة الدرفلة مع شركة جراز للآلات، والمعدات الدارجة، وشركة باوكر ويركستراسي من فيينا.

## روابط خارجية
- حلول سيمنز التنقل السكك الحديدية[وصلة مكسورة]